# Porchetta di Ariccia

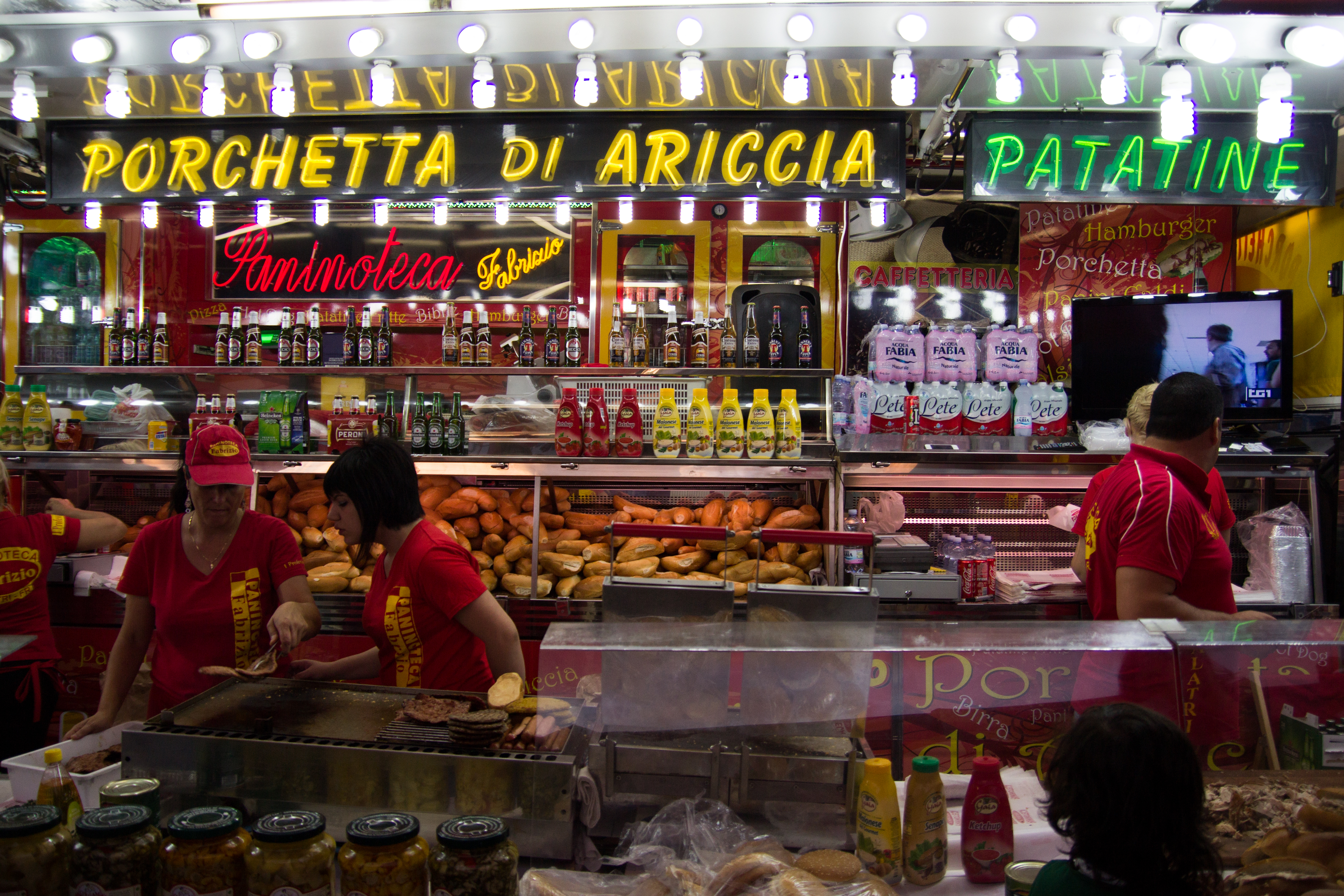
Paninoteca ambulante donde se anuncia a la venta la porchetta di Ariccia (Italia).

Porchetta di Ariccia es la denominación de una preparación culinaria con base en cerdo asado con especias, acondicionado y cocido a la manera tradicional del territorio del comune italiano de Ariccia, en el Lacio.
A partir del 14 de junio de 2011, la porchetta di Ariccia está reconocida con la etiqueta de calidad: Indicazione geografica protetta (IGP).